# Simon Nilsson
Simon Nilsson (sinh ngày 1 tháng 7 năm 1992) là một cầu thủ bóng đá người Thụy Điển thi đấu cho Örgryte IS ở vị trí tiền vệ phải.